# Ambrosius von Mailand

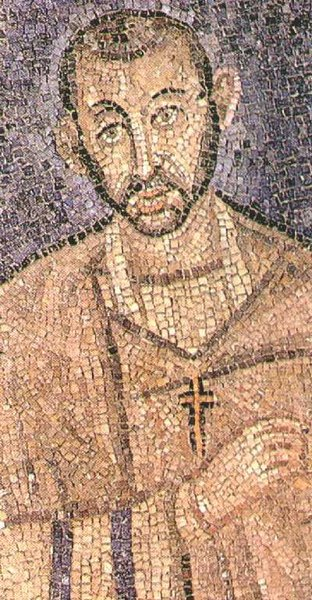
Ambrosius von Mailand, Mosaik in Sant’Ambrogio in Mailand, möglicherweise noch zu Lebzeiten entstanden

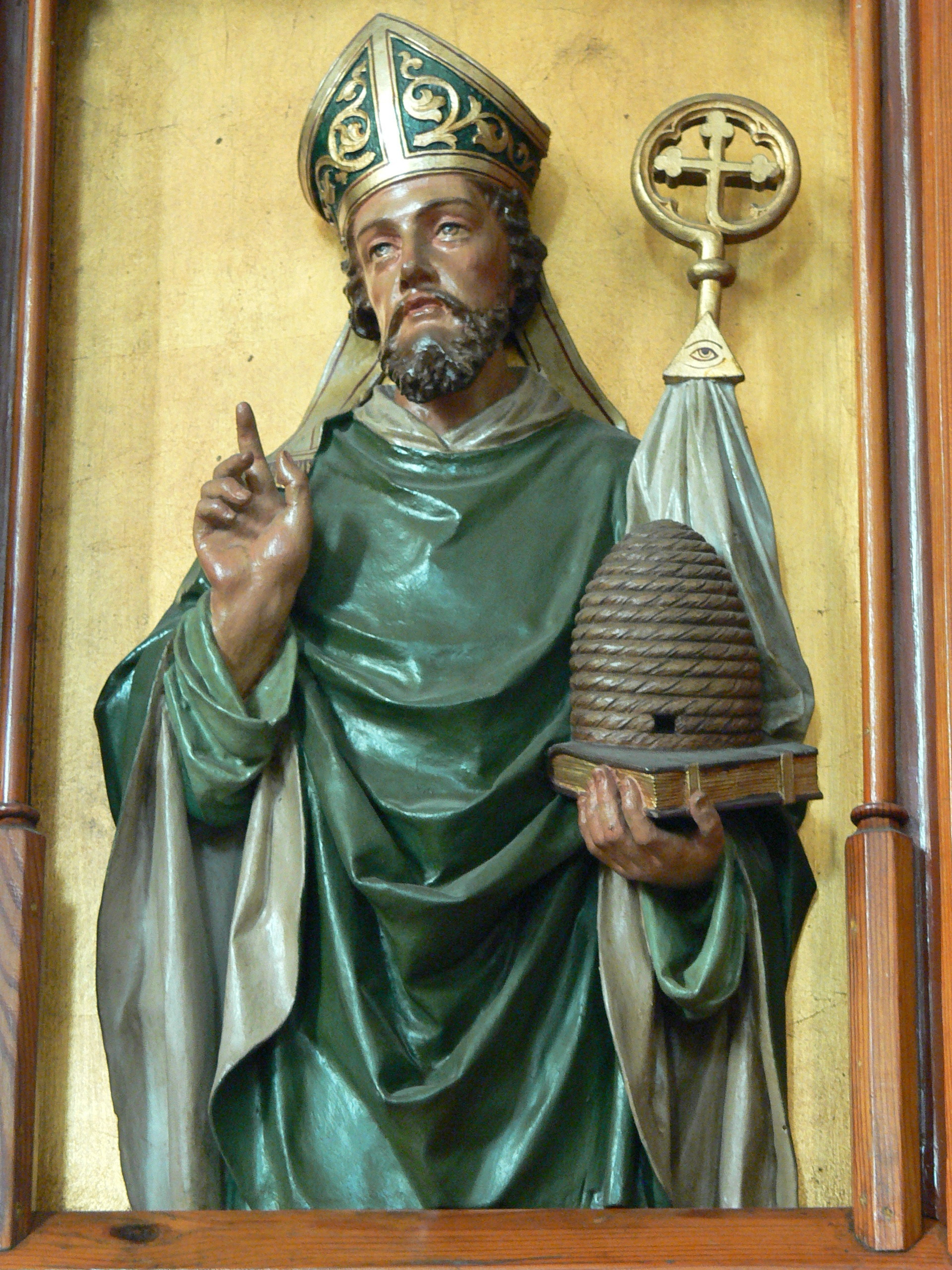
Ambrosius von Mailand, Statue in Sankt Peter am Wimberg

Ambrosius von Mailand (* 339 in Trier; † 4. April 397 in Mailand) wurde als römischer Politiker zum Bischof von Mailand gewählt. Er ist einer der vier lateinischen Kirchenlehrer der Spätantike der Westkirche, war der jüngere Bruder der Heiligen Marcellina und Satyrus und trägt seit 1295 den Ehrentitel Kirchenvater.

## Leben

### Präfekt
Ambrosius stammte aus einem vornehmen Elternhaus der römischen Senatsaristokratie, war aber nicht getauft, was in der Spätantike allerdings nicht selten war. Sein Vater Aurelius Ambrosius war Präfekt der Gallia Narbonensis. Ambrosius war nach dessen frühem Tod in Rom für die Beamtenlaufbahn vorgesehen und wurde demgemäß juristisch ausgebildet. An der Stelle, an der er der Überlieferung nach mit seiner Schwester, der heiligen Marcellina, damals gelebt haben soll, steht heute die Kirche Sant’Ambrogio della Massima. 365 erlangte er eine der begehrten Zulassungen als Anwalt bei Gericht und diente schließlich in Sirmium unter dem Prätorianerpräfekten Sextus Petronius Probus, einem der führenden Männer seiner Zeit. Ambrosius vertrat seine Rechtsfälle so geschickt, dass Probus ihn 370 zu seinem Beisitzer berief. Etwa 372/73 wurde er von diesem mit der Präfektur der Provinz Aemilia-Liguria (Ämilien und Ligurien) betraut. Der Sitz der Provinz war Mailand, das damals auch als eine Kaiserresidenz diente.

### Der Weg zum Bischof

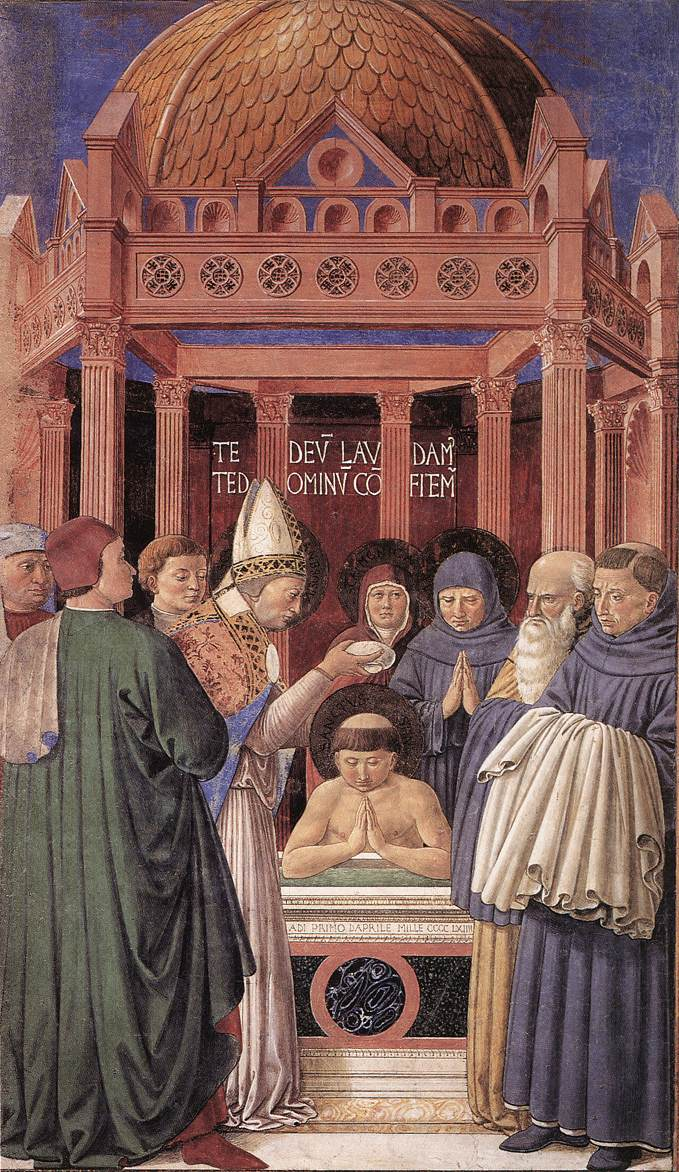
Taufe des Augustinus durch Bischof Ambrosius (Fresko von Benozzo Gozzoli, ca. 1465)

Das Bistum Mailand war, wie die übrige damalige Kirche, tief zerstritten zwischen Trinitariern und Arianern. Als 374 (nach dem Tode des Arianers Auxentius von Mailand) eine Bischofswahl anstand, ging der allseits beliebte und geachtete Präfekt persönlich in die Basilika, wo die Wahl stattfinden sollte, um in dieser Krisensituation einen wahrscheinlichen Aufruhr zu verhindern. Seine Ansprache wurde der Überlieferung nach durch den Zwischenruf eines Kindes Ambrosius episcopus! („Ambrosius soll Bischof werden!“) unterbrochen, woraufhin er einstimmig zum Bischof gewählt wurde.
Ambrosius wirkte in dieser Lage als geeigneter Kandidat, weil er den Trinitariern als ihr Sympathisant bekannt war, aber auch den Arianern wegen seiner theologischen Neutralität als Politiker akzeptabel erschien. Er selbst stimmte jedoch energisch gegen seine Wahl, wobei es sich allerdings um einen literarischen Topos handelt. Er sah sich in keiner Weise auf ein solches Amt vorbereitet: Er war als Katechumene noch in der Vorbereitung auf die Taufe. Erst auf kaiserliche Intervention hin gab Ambrosius nach. Innerhalb einer Woche empfing er die Sakramente der Taufe und der Weihe zum Diakon und zum Priester, so dass seiner Bischofsweihe nichts mehr im Weg stand. Gemäß Paulinus und Rufinus nahm Ambrosius erst nach einer relatio an Kaiser Valentinian I. die Wahl an; schließlich befand er sich ja in kaiserlichem Dienst, den er nicht ohne Rücksprache quittieren konnte.

### Studien und Liturgie
Ambrosius erwarb sich theologische Grundlagen, studierte die Bibel und griechische Autoren wie Philo, Origenes, Athanasius und Basilius von Caesarea, mit dem er auch im Briefwechsel stand. Das neu erworbene Wissen wandte er als Prediger an, wobei er insbesondere das Alte Testament auslegte. Dabei waren ihm seine früher erworbenen Kenntnisse in Rhetorik und in Griechisch, die damals im weströmischen Reich selten wurden, von großem Vorteil.
In der Liturgie führte er den nach ihm benannten ambrosianischen Gesang ein. Sein Charakter, seine Predigten und Bibelauslegung beeindruckten den Rhetoriker Augustinus von Hippo, der das Griechische nicht beherrschte, so sehr, dass dieser sich Ostern 387 von ihm taufen ließ, wobei der Überlieferung nach das gregorianische Te Deum als Wechselgesang entstand.

### Kampf gegen den Arianismus
Entgegen den Erwartungen der Arianer setzte sich Ambrosius erfolgreich für die nizänische Richtung ein. In seinen langjährigen Kämpfen gegen die Arianer, die besonders den Hof Kaiser Valentinians II. in Mailand dominierten, wandte Ambrosius abwechselnd theologische und politische Methoden an. Zunächst nutzte er seinen Einfluss, um die Arianer in der illyrischen Kirchenverwaltung zurückzudrängen: 381 sorgte er auf der Regionalsynode von Aquileia für die Absetzung des illyrischen Bischofs Palladius und dessen Presbyters Secundinus. Als die Arianer beim Kaiserhof vorstellig wurden, um in Mailand zumindest eine Kirche vor den Toren der Stadt zugesprochen zu bekommen, schaltete sich Ambrosius ein und mobilisierte seine Anhängerschaft in der Mailänder Bevölkerung. Diese Art des „zivilen Ungehorsams“, im autokratischen Römischen Reich der Spätantike ein unerhörter Affront, rechtfertigte er damit, dass in religiösen Dingen nicht der Kaiser, sondern die kirchlichen Amtsträger zu entscheiden hätten. Insbesondere die Kaisermutter Justina zeigte dagegen Sympathien für die arianische Seite, konnte sich aber gegen den selbstbewusst auftretenden Ambrosius nicht durchsetzen. 382 (oder 383) gelang es Ambrosius außerdem, Gratian dazu zu bewegen, den Titel Pontifex Maximus abzulegen und die Staatszuwendungen an die heidnischen Tempel einzustellen. Auch im Streit um den Victoriaaltar blieb er gegenüber Quintus Aurelius Symmachus siegreich, der Altar wurde aus der römischen Curia entfernt.
Um 387 überzeugte Ambrosius seinen Freund Gaudentius von Brescia, das Bischofsamt anzunehmen. Wie auch Ambrosius selbst hatte Gaudentius ursprünglich Bedenken, die Bischofswürde zu übernehmen.
390 berief Ambrosius eine norditalienische Bischofssynode ein, die, wie schon zuvor Papst Siricius, die Lehren Jovinians verurteilte. Jovinian hatte die höhere Verdienstlichkeit eines Lebens nach den Evangelischen Räten sowie die immerwährende Jungfräulichkeit der Gottesmutter geleugnet.

### Einflussnahme auf Kaiser Theodosius I. zugunsten der Kirche

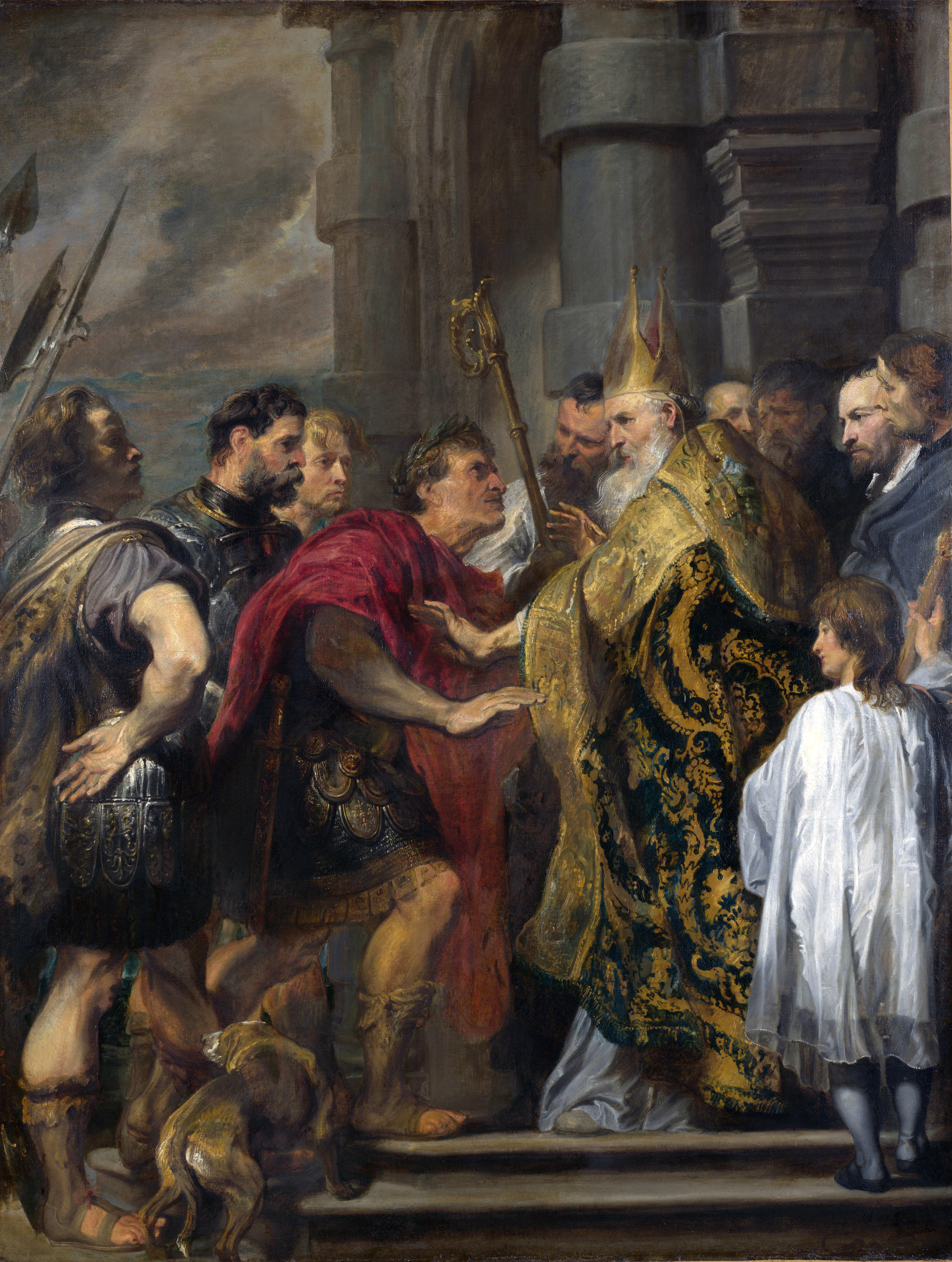
St. Ambrosius und Kaiser Theodosius (Gemälde von Anthonis van Dyck, ca. 1620)

388 verhinderte Ambrosius die von Kaiser Theodosius I. verfügte Bestrafung eines Bischofs, der eine Menge in Kallinikon am Euphrat zu einem Pogrom und zum Niederbrennen der dortigen Synagoge aufgehetzt hatte. Theodosius verstand den Gewaltausbruch zunächst als ordnungspolitisches Problem, als einen Aufruhr, den der römische Staat selbstverständlich nicht dulden könne. Der Kaiser wollte die christlichen Brandstifter daher für ihre Tat zur Verantwortung ziehen; er schonte den verantwortlichen Bischof, verlangte von diesem aber den Wiederaufbau der zerstörten Synagoge. Ambrosius hingegen forderte nun brieflich, dass alle Plünderer und Gewalttäter straffrei ausgehen sollten. Er interpretierte den Vorgang als Konflikt zwischen Christentum und Judentum, bei dem sich der Kaiser selbstverständlich nicht auf die Seite der Juden stellen könne; insbesondere sei es völlig inakzeptabel, von der Kirche den Wiederaufbau der zerstörten Synagoge zu verlangen:

„Der Comes Orientis berichtet vom Brand einer Synagoge auf die Anstiftung des Ortsbischofs hin. Du hast angeordnet, dass die anderen bestraft werden sollten und der Bischof persönlich für die Wiederherstellung der Synagoge Sorge zu tragen habe. Ich bestehe nicht darauf, dass der Bericht des betroffenen Bischofs hätte abgewartet werden sollen. Sind es doch die Bischöfe, die aufgebrachte Massen in Schach halten und um den Frieden besorgt sind, es sei denn, sie würden selbst gereizt durch eine Gotteslästerung oder einer Kirche angetanen Schimpf... Soll [aber allen Ernstes] dem Unglauben der Juden ein Platz geschaffen werden auf Kosten der Kirche...? Soll das dank der Gnade Christi für Christen erworbene Erbe den Schatz der Ungläubigen vermehren...? Sollen die Juden diese Inschrift auf die Stirnseite ihrer Synagoge anbringen: ’Der Tempel der Ungerechtigkeit, errichtet aus der den Christen abgenommenen Beute’?“

Der Brief blieb zwar zunächst ohne Erfolg, doch zwang der angesehene Bischof den Kaiser anschließend zum diplomatischen Einlenken, indem er ihn öffentlich im Gottesdienst kritisierte und sich weigerte, die Kommunion zu vollziehen, bevor der Kaiser nicht eingelenkt habe. Der Vorgang zeigt, wie Ambrosius sein Bischofsamt gezielt dazu nutzte, um in seinem Sinne auf den getauften Kaiser Einfluss zu nehmen. Theodosius musste schließlich nachgeben. Zwar stellte der Kaiser nicht die Rechtmäßigkeit seines ursprünglichen Urteils in Frage, da dies einem völligen Gesichtsverlust gleichgekommen wäre, aber ließ im Sinne des antiken Herrscherideals Milde und Gnade gegenüber den christlichen Gewalttätern walten, die straffrei blieben. Obwohl der Schutz der Juden im Römischen Reich noch einmal gesetzlich ausdrücklich bekräftigt wurde, wurde die Synagoge in Kallinikon nicht wieder aufgebaut. Damit war ein Präzedenzfall geschaffen, der im Zweifelsfall Interessen der christlichen Religion über das Recht stellte und den bis dahin selbstverständlichen kaiserlichen Rechtsschutz für die Juden sowie insgesamt die Autorität des römischen Herrschers als Wahrer des inneren Friedens auszuhöhlen drohte.

### Politisches Wirken
390 zwang Ambrosius Theodosius unter Androhung der Exkommunikation sogar zur öffentlichen Reue für das Massaker von Thessaloniki. Diese Aktion ist allerdings nicht zu vergleichen mit dem Bußgang Heinrichs des Vierten nach Canossa, auch wenn einige Autoren von Streitschriften im elften Jahrhundert beide Ereignisse vergleichen – bei Heinrich ging es um einen Machtkampf zwischen Kaiser und Papst, bei Theodosius um die seelsorgerliche Frage, ob der Kaiser über eine eindeutige Sünde erhaben sei oder wie alle anderen in dieser Lage auch dafür Buße tun müsse (der Kaiser ist in der Kirche, nicht über der Kirche). Der Kaiser selbst nutzte die Gelegenheit, um sich symbolisch als reuiger Sünder darzustellen und so sein Ansehen wieder zu festigen.
Ambrosius engagierte sich nicht nur in kirchenrechtlichen Angelegenheiten, sondern war durch seine herausgehobene Stellung als Bischof der Residenz Mailand auch politisch gefordert. So trat er dem Usurpator Magnus Maximus, der Italien von Gallien her bedrohte, als Botschafter Valentinians II. entgegen. Die theodosianischen Dekrete, die im Jahre 391 das Christentum in der trinitarischen Form zur Staatsreligion erhoben, sind vermutlich maßgeblich durch Ambrosius beeinflusst. Bei der Erhebung des Eugenius verhielt sich Ambrosius diesem gegenüber distanziert, nicht zuletzt aufgrund Eugenius’ Förderung der alten Kulte (wenn auch manche Quellenaussagen sicherlich übertrieben sind).

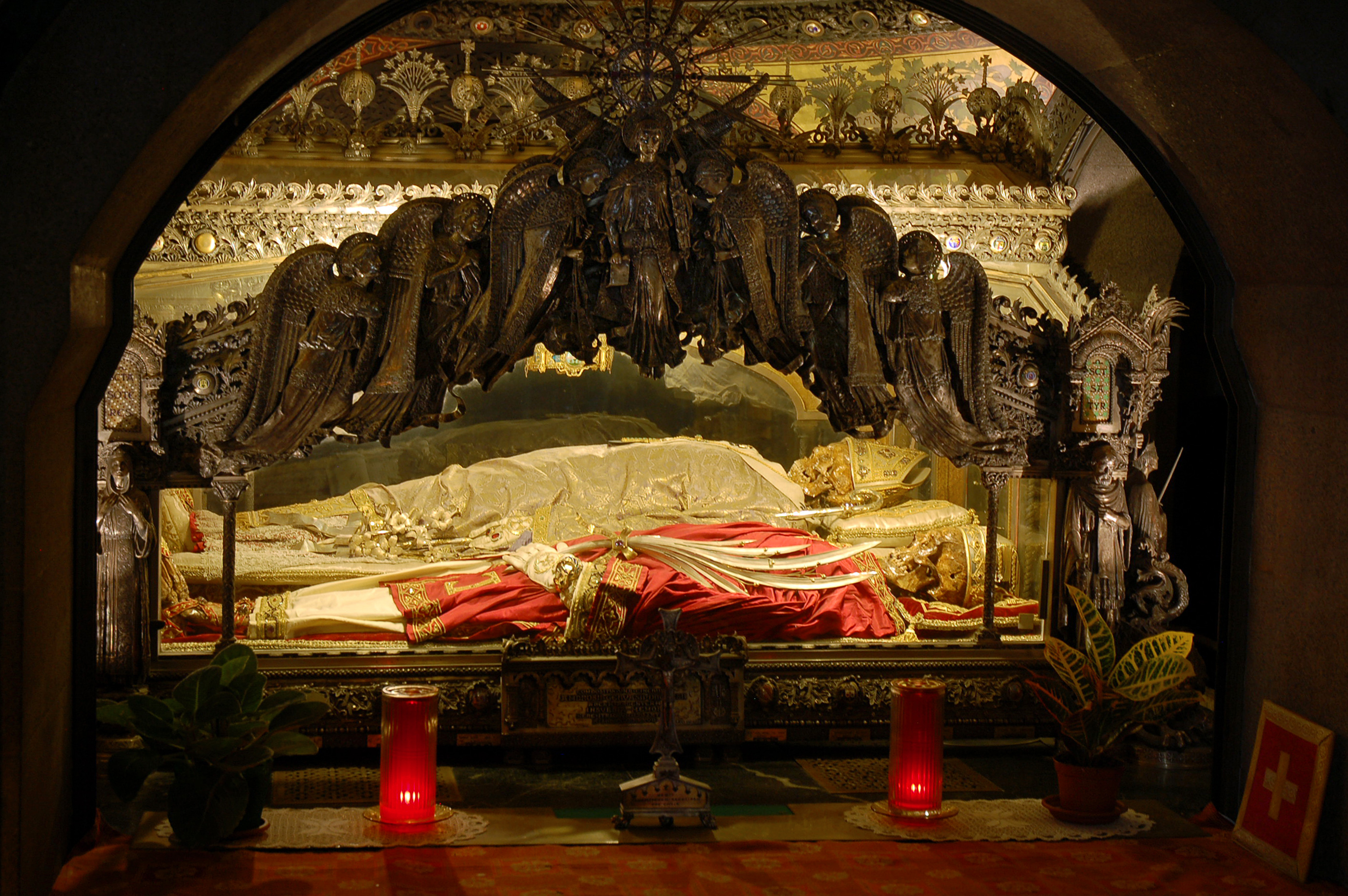
Der Leichnam des Ambrosius (mit weißen Gewändern) neben Gervasius und Protasius in der Krypta der Basilika Sant’Ambrogio

### Tod
Ambrosius starb nach einem Episkopat von 23 Jahren am Vorabend von Ostern 397. Sein Nachfolger im Bischofsamt wurde Simplicianus. Er selbst wurde in der nach ihm benannten Basilika Sant’Ambrogio bestattet und verehrt.
Von Ambrosius existiert mit dem Mosaik in der Kirche Sant’Ambrogio eines der wenigen halbwegs realistischen Porträts eines Kirchenmannes der Antike (siehe Bild oben); die leichte Verschiebung des linken Auges wurde durch die Untersuchung seines Leichnams bestätigt.

## Theologie

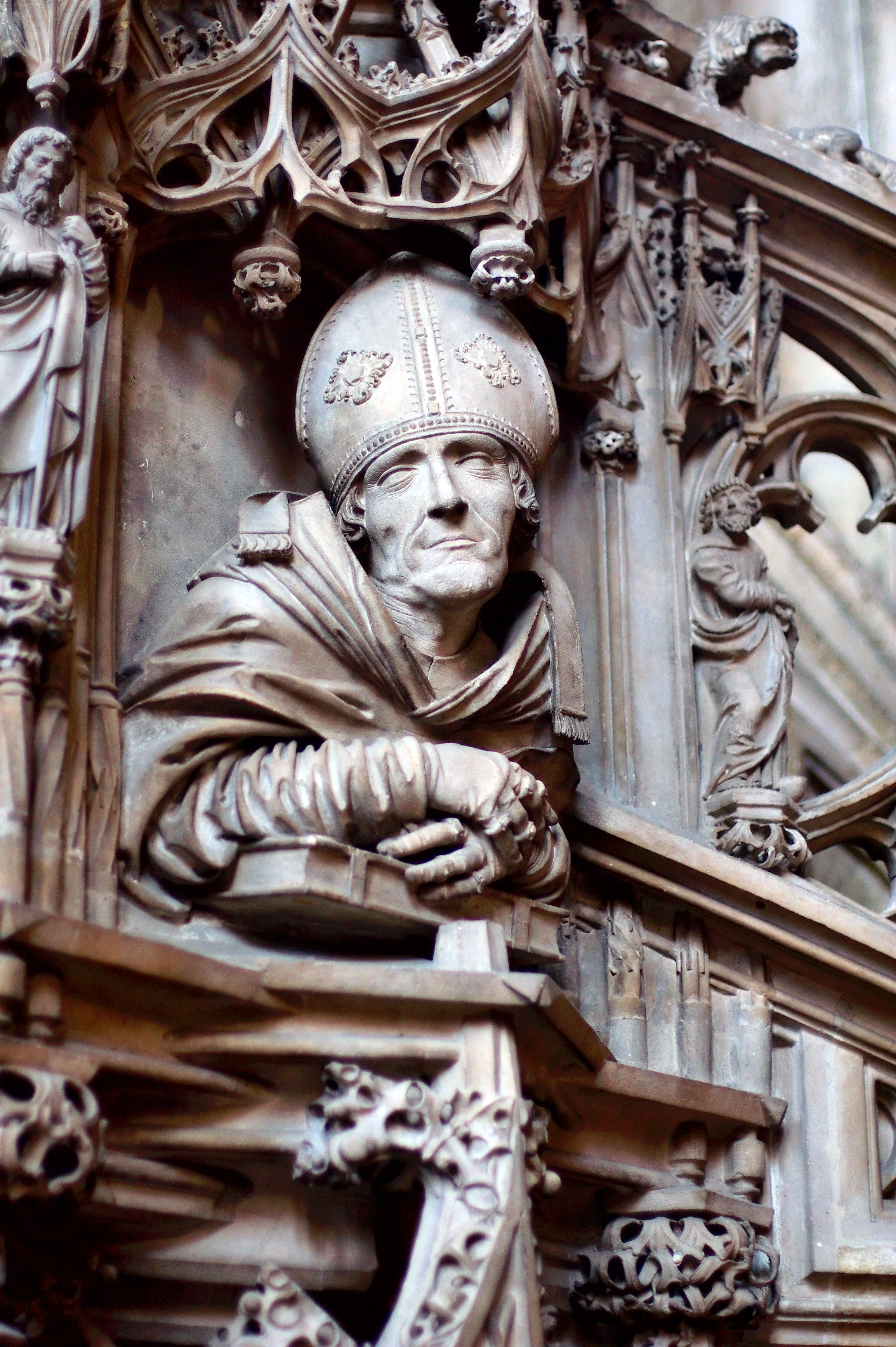
Ambrosius als einer der vier Kirchenväter, Porträt an der Kanzel im Wiener Stephansdom

In seiner Bibelauslegung verwendete Ambrosius philonische Vorlagen und wandte die von Origenes in Alexandria entwickelte exegetische Methode der Allegorese an, die dem Bibeltext eine dreifache Bedeutung gibt: den wörtlichen Sinn, den moralischen Sinn und den mystischen Sinn.
Als Theologe hat Ambrosius weniger eigene Gedanken entwickelt als die Texte der östlichen Kirchenväter für die lateinische Welt interpretiert – kirchengeschichtlich ein wesentlicher Faktor zur theologischen Entwicklung der westlichen Kirche, da praktisch alle großen Theologen vor Ambrosius aus dem Osten kamen bzw. in griechischer Sprache geschrieben haben.
Von Zeitgenossen wurde sein Beitrag zur Theologie unterschiedlich beurteilt. Hieronymus schreibt, dass Ambrosius ein Vogel sei, der sich mit fremden Federn schmücke und aus gutem Griechisch schlechtes Latein mache. Augustinus dagegen erklärt, dass die Abhandlung über den Heiligen Geist in einfachem Stil geschrieben sei, da das Thema nicht sprachliche Schönheit verlange, sondern Argumente, die den Verstand seiner Leser bewegen.
Die Ambrosianische Liturgie kennt die Fußwaschung als Sakrament.
Siehe auch: Ambrosianischer Ritus

## Heiligenverehrung

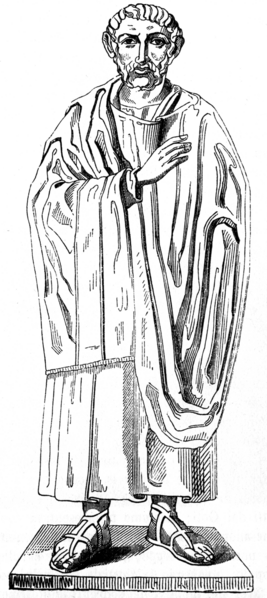
Zeichnung einer Statue des hl. Ambrosius

Der heilige Ambrosius ist der Schutzpatron der Städte Mailand und Bologna, der Krämer, Imker, Wachszieher und Lebkuchenbäcker, der Bienen, Haustiere und des Lernens. Seine Attribute sind Bienenkorb, Buch und Geißel. Sein Gedenktag in der armenischen, katholischen, anglikanischen und orthodoxen Kirche sowie in der Evangelisch-Lutherischen Kirche in Amerika und der Lutherischen Kirche – Missouri-Synode ist der 7. Dezember (Tag seiner Weihe zum Bischof), in anderen evangelischen Kirchen, wie den Gliedkirchen der Evangelischen Kirche in Deutschland, der 4. April (Todestag, wird auch in der orthodoxen Kirche begangen).
Die Verehrung des Heiligen als Schutzpatron der Imker erklärt sich aus einer Überlieferung, der zufolge sich in der Kindheit des Heiligen ein Bienenschwarm auf seinem Gesicht niedergelassen haben soll. Die Bienen seien in den Mund des Kindes gekrochen und hätten es mit Honig genährt. Dies wurde als Zeichen Gottes und ein Hinweis auf eine große Zukunft des Kindes gedeutet. Bienen werden wegen ihres seit jeher wertvollen Honigs und wegen des Wachses, des über Jahrhunderte einzigen Materials für die Kerzenherstellung, im Gesang des Exsultet geehrt und gelten sowohl als Christussymbol wie als Symbol der geweihten Jungfrauen und des Fleißes. In Österreich ist der 7. Dezember wegen des Gedenktags des Heiligen auch Tag des Honigs.
Die dem Gedenktag am 4. April entsprechende Bauernregel lautet:
Ist Ambrosius schön und rein, wird Sankt Florian (4.5.) ein Wilder sein.

## Werke und Überlieferung

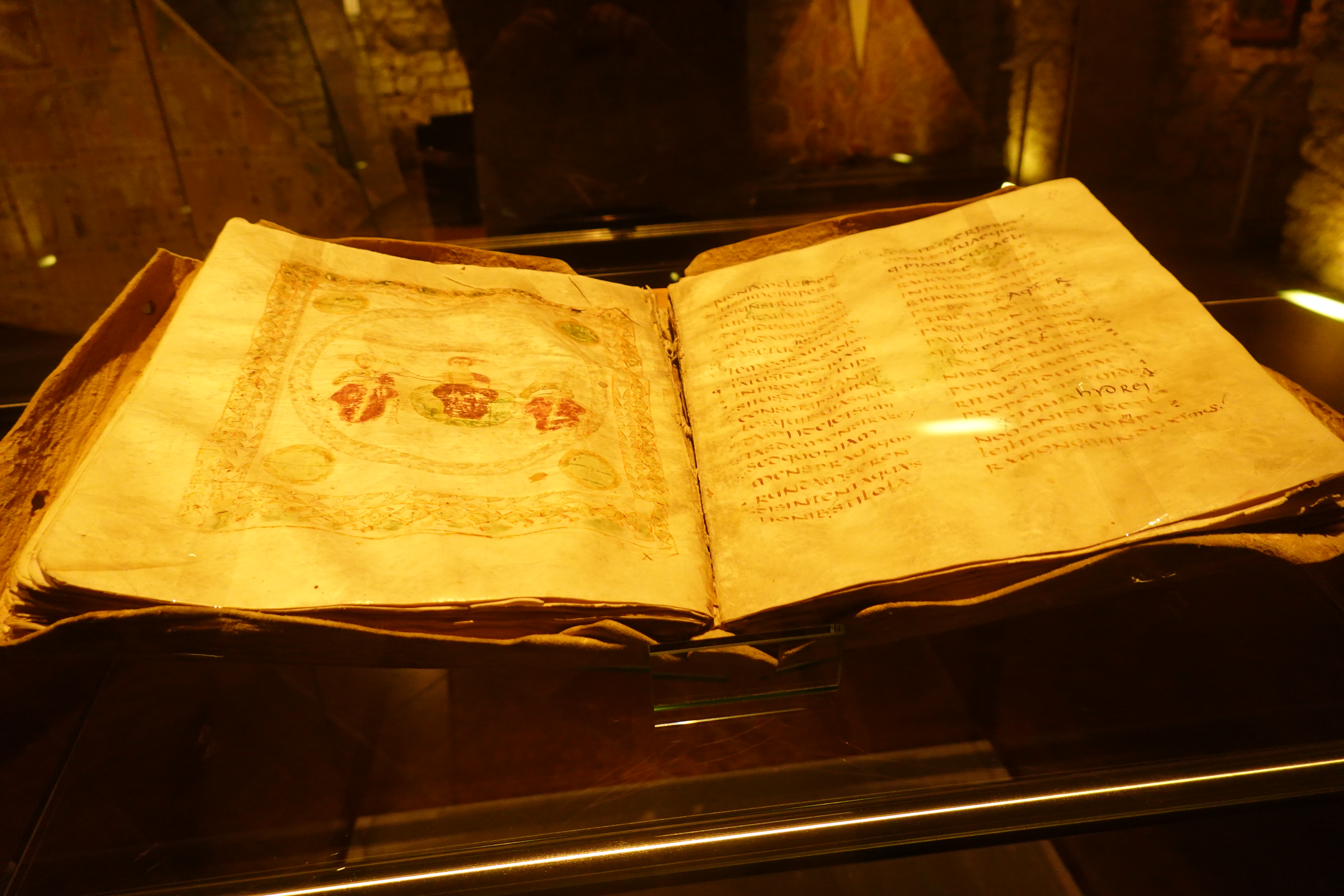
Stiftsmuseum St. Paul: Handschrift, De fide ad Gratianum, 5. Jhrdt.

1. De fide ad Gratianum (Über den Glauben) – Abhandlung gegen den Arianismus, geschrieben für Kaiser Gratianus
2. De institutione virginis et S. Mariae virginitate perpetua (Institution der Jungfrau und die immerwährende Jungfräulichkeit der hl. Maria; christlich-ethische Schrift über die Jungfräulichkeit) Um 392.
3. DIVI AM-||BROSII EPISCOPI MEDIO-||LANENSIS COMMENTARII IN || omnes Diui Pauli epistolas, ex restitutio||ne D.Erasmi diligenter recogniti.|| CVM INDICE.|| Köln: Johann Gymnich I., 1530. Digitalisierte Ausgabe der Universitäts- und Landesbibliothek Düsseldorf
4. Epistolae ad principes : Almae Congregationi electorali B. V. Mariae ab angelo salutatae in strenam oblatae. Dusseldorpii : Stahl, 1787. Digitalisierte Ausgabe der Universitäts- und Landesbibliothek Düsseldorf
5. De Nabuthe Iezraelita (Über den Israeliten Nabuth; Homilie gegen die Habgier) Um 389. Überliefert in einer Handschrift aus dem 6. Jh. in Parisinus lat. 1732. Übersetzung von J. Huhn (Freiburg 1950).
6. De officiis ministrorum (Über die Pflichten der Kirchendiener; Christliche Tugendlehre, Nachahmung von Ciceros Schrift de officiis. Erste christliche Tugendlehre) Geschrieben 388/389. Überliefert in zwei Handschriften aus dem 8./9. und 9. Jahrhundert in Sammlungen Monacensis lat. 14.641 und Herbipolitanus (Würzburg) Ms. theol. 7. Deutsche Übersetzung von J. E. Niederhuber: Des heiligen Kirchenlehrers Ambrosius von Mailand Pflichtenlehre und ausgewählte kleinere Schriftem. In: Bibliothek der Kirchenväter, Ambrosius von Mailand. Ausgewählte Schriften. Bd. III, Kempten, München 1917. online (rtf; 799 kB)
7. De poenitentia (Abhandlung über die Buße in zwei Büchern)
8. De sacramentis (Über die Sakramente; Abhandlung über Taufe, Firmung und Eucharistie in 6 Büchern), Handschrift aus dem 7./8. Jh. in Sangallensis 188. Lat-deutsche Ausgabe von Ambrosius von J. Schmitz: Über die Sakramente / Über die Mysterien. Freiburg 1990, (kart.: ISBN 3-451-22103-9; geb.: ISBN 3-451-22203-5)
9. De Tobia (Über Tobias; Homilie gegen den Wucher). Um 375/376. Überliefert in einer Handschrift aus dem 6. Jh. in Parisinus lat. 1732.
10. De virginibus ad Marcellinam sororem (Über die Jungfrauen an die Schwester Marcellina; christlich-ethische Schrift über die Jungfräulichkeit in drei Büchern). Um 377/378. Übersetzung von Johannes Evangelist Niederhuber: Über die Jungfrauen drei Bücher. In: Des heiligen Kirchenvaters Ambrosius ausgewählte Schriften. Bd. 3; Bibliothek der Kirchenväter, 1. Reihe, Band 32. Kempten; München 1917.
11. De virginitate (Über die Jungfräulichkeit; christlich-ethische Schrift über die Jungfräulichkeit). Übersetzung von Johannes Evangelist Niederhuber: Über die Jungfrauen drei Bücher. In: Des heiligen Kirchenvaters Ambrosius ausgewählte Schriften Bd. 3; Bibliothek der Kirchenväter, 1. Reihe, Band 32. Kempten; München 1917.
12. Epistulae (Briefe; Sammlung von 91 Briefen in 10 Büchern nach dem Muster des Plinius d. J.; Gutachten, Denkschriften, theologische Probleme und ein Brief an Valentinian I. über die pagane Religion)
13. Exhortatio virginitatis (Ermahnung zur Jungfräulichkeit; christlich-ethische Schrift über die Jungfräulichkeit) Übersetzung von Johannes Evangelist Niederhuber: Über die Jungfrauen drei Bücher. In: Des heiligen Kirchenvaters Ambrosius ausgewählte Schriften Bd. 3; Bibliothek der Kirchenväter, 1. Reihe, Band 32. Kempten; München 1917.
14. Explanatio Symboli ad initiandos (Auslegung des Glaubensbekenntnisses für Taufwillige; Dogmatische Schrift)
15. Hexaemeron (Sechstagewerk; Exegese über Genesis 1,1-1,26; Rezeption des gleichnamigen Werkes des Basileios) 386/387. Die älteste erhaltene Handschrift stammt aus dem 8. Jahrhundert in Cantabrigensis Coll. corp. Christi 193. Deutsche Übersetzung von Johannes Evangelist Niederhuber in: Bibliothek der Kirchenväter. Band 17. München 1994.
  1. Hexameron. Guldenschaff, Köln um 1480 (Digitalisierte Ausgabe)
16. Hymni (Hymnen; Sammlung von 14 Hymnen theologischen, spirituellen und ethischen Inhalts; von einigen ist die Echtheit bestritten)
17. Orationes (Reden; 5 Reden, davon 4 Trauerreden, zwei auf den Bruder, eine auf Kaiser Valentinian II. und eine auf Kaiser Theodosius I.)
18. MS-B-204 – Ambrosius Mediolanensis. Petrus Blesensis. Johannes Gerson et alia (Theologische Sammelhandschrift). Tertiarerkonvent St. Janskamp, Vollenhove [um 1465-1470] (Digitalisat)

Divi Ambrosii Episcopi Mediolanensis Omnia Opera, 1527

Die erste Gesamtausgabe wurde von Johann Auerbach in 3 Bänden (Basel 1492) besorgt. Als beste vollständige Ausgabe gilt die Mauriner-Ausgabe von J. du Frische und N. de Nourry in 2 Bänden (Paris 1686–1690)
- Expositio in Lucam. Lukaskommentar (mit Ausschluss der Leidensgeschichte) BKV2 Reihe 1, Band 21

Von Ambrosius stammen auch die lateinischen Texte einiger Hymnen und Kirchenlieder, die bis heute in der katholischen und evangelischen Kirche gesungen werden: z. B.
- Nun komm, der Heiden Heiland / Komm, du Heiland aller Welt (Veni redemptor gentium),
- Erhabner Schöpfer aller Ding’ (Aeterne rerum conditor),
- Du Schöpfer aller Wesen (Deus, creator omnium),
- Du Glanz aus Gottes Herrlichkeiten (Splendor paternae gloriae).

Der Überlieferung nach sollen Augustinus und Ambrosius gemeinsam das Te Deum getextet und komponiert haben. Als Augustinus als Erwachsener das Sakrament der Taufe empfing, soll Ambrosius diesen Hymnus angestimmt und Augustinus versweise darauf geantwortet haben.